# Asesinato en Bardsley Mews
Asesinato en Bardsley Mews y otras historias (título original en inglés: Murder in the Mews and Other Stories) es un libro de misterio de la escritora británica Agatha Christie. El libro fue publicado inicialmente en el Reino Unido por el Collins Crime Club el 15 de marzo de 1937, en Estados Unidos se publicó en junio del mismo año con el título de El espejo del muerto (Dead Man's Mirror).
El libro está compuesto por 4 relatos cortos protagonizados por el detective belga Hercule Poirot.

## Historias y argumento

### Asesinato en Bardsley Mews
(Título original: Murder in the Mews)
El misterio comienza con el inspector Japp invitando a Poirot a que se le una a la investigación en una de las casas de Bardsley Garden Mews, donde la Sra. Barbara Allen se había disparado a sí misma la noche anterior. Al llegar al lugar el forense les indica que hay algo extraño en la muerte de la Sra. Allen, la cual fue encontrada por su compañera de habitación, la Srta. Jane Plenderleith, quien había regresado a casa esa misma mañana después de un paseo en el campo el día anterior. La víctima fue encontrada en su habitación con la puerta cerrada por dentro, con un disparo en la cabeza producido por un arma automática, la cual se encontraba en la mano de la víctima. Sin embargo, el forense hace notar que el arma está en la mano derecha de la Sra. Allen, pero la herida se encuentra sobre su oreja izquierda, un disparo imposible de realizar con la mano derecha. Con lo cual se cree que fue un asesinato al que se hizo parecer un suicidio, llevado a cabo por un asesino inusualmente incompetente con poca estimación por las capacidades de los investigadores de la policía. Al interrogar a la Srta. Plenderleith, Japp y Poirot se enteran de que la Sra. Allen estaba comprometida para casarse con Charles Laverton-West, y a pesar de que el arma sí era de la Sra. Allen, no había razón aparente por la cual quisiese suicidarse.

### El robo increíble
(Título original: The Incredible Theft)
Una fiesta se lleva a cabo en la casa de Lord Mayfield, un millonario y político en ascenso, dueño de una multinacional productora de armas de guerra. Los invitados a la fiesta son el mariscal Sir George Carrington, su esposa Lady Julia y su hijo Reggie, la Sra. Venderlyn, una hermosa morena Americana; la Sra. Macatta, el rotundo Sr. Carlile y el secretario de Lord Mayfield. El motivo de la fiesta resulta obvio cuando todos, menos Lord Mayfield y Sir George abandonan la mesa del comedor para discutir los planes para desarrollar un nuevo avión militar que dará a Gran Bretaña la ventaja tecnológica sobre Alemania. Ellos en realidad discuten acerca de la Sra. Vanderlyn, quien está involucrada en espionaje, la cual fue invitada por Lord Mayfield con la intención de tentarla con los planes del nuevo avión militar y así atraparla de una vez por todas.
Más tarde, todos los invitados se retiran a sus habitaciones, excepto Lord Mayfield y Sir George, y el Sr. Carlile, el cual es enviado a recoger al estudio los planos del avión militar que se encuentran en la caja fuerte. En su camino hacia el estudio, el Sr. Carlile se encuentra con la Sra. Vanderlyn que dice ir a recoger su bolso. Mientras tanto, cuando Sir George y Lord Mayfield caminan hacia la terraza, Lord Mayfield se sobresalta al ver una figura saliendo del estudio por una de las ventanas, pero Sir George no ve nada. Cuando entran al estudio, el Sr. Carlile tiene ya los papeles fuera de la caja fuerte y sobre una mesa, pero Lord Mayfield rápidamente se da cuenta de que los planos para el avión han desaparecido. Carlile asegura que los planos estaban en la caja fuerte y él los puso sobre la mesa, pero se distrajo cuando escuchó el grito de una mujer en el pasillo y luego corrió hacia el lugar y allí encontró a Leonie, la mucama de la Sra. Vanerlyn, la cual decía haber visto un fantasma. Sir George sugiere llamar a Hercule Poirot inmediatamente.

### El espejo del muerto
(Título original: Dead Man's Mirror)
Cuando Sir Gervase Chevenix-Gore escribe tajantemente a Hercule Poirot para convocarlo a la casa ancestral de los Chevenix-Gore, Poirot se muestra reacio a ir. Sin embargo, hay algo que lo intriga y por eso toma el tren que Sir Gervase le había indicado anteriormente en su carta. A su llegada a la casa Chevenix-Gore, Poirot conoce a Vanda, la excéntrica esposa de Sir Gervase que cree ser la reencarnación de una mujer egipcia; su hija adoptiva, Ruth, su primo Hugo y Miss Lingard, una secretaria que ayuda a Sir Gervase a investigar la historia de la familia. Es claro que nadie espera la llega de Poirot, excepto Sir Gervase, pero este no se presenta a la hora acordada, lo cual sorprende a todos en la casa pues él es siempre muy puntual. Poirot y los demás van al estudio de Sir Gervase y ahí lo encuentran muerto, aparentemente habiéndose disparado a sí mismo. Pero Poirot no está convencido y pronto comienza a investigar y a probar que Sir Gervase fue asesinado debido a que hay varios elementos sospechosos que rodean su muerte, incluyendo el ángulo en el que la bala que mató a Sir Gervase, golpeó un espejo.

### Triángulo en Rodas
(Título original: Triangle at Rhodes)
Con la idea de pasar unas vacaciones tranquilas, libre de misterios y crímenes, Poirot va a Rodas durante la temporada baja de octubre cuando hay pocos turistas en el lugar. En el hotel en el que se encuentra Poirot, además de la joven Pamela Lyall y Sarah Blake, se encuentra Valentine Chantry, una mujer consciente de su belleza que parece estar encantada por las atenciones de Douglas Gold. Esto sucede a expensas de la esposa de Douglas, Marjorie, una mujer regularmente atractiva, y el esposo de Valentine, Tony Chantry. Este es el "triángulo" del que todos están al tanto y que con el tiempo se vuelve cada vez más absurdo con los dos hombres compitiendo por la atención de Valentine, la cual parece deleitarse con tanta atención. Marjorie Gold pronto se gana la simpatía de muchos de los huéspedes en el hotel cuando su esposo es visto frecuentemente en la compañía de Valentine, ella confiesa a Poirot tener sus dudas acerca de Valentine, Poirot, sin embargo, le advierte que deje la isla si valora su propia vida. El evento llega a su punto culminante una noche, comenzando cuando Gold y Chantry tienen un fuerte argumento. Valentine y Marjorie regresan de un paseo y más tarde, Valentine, al tomar un cóctel que su esposo le da, muere. Gold es inmediatamente el principal sospechoso, cuando la estrofantina que mató a Valentine se encuentra en un bolsillo de su chaqueta. Poirot, sin embargo, se da cuenta de que las cosas no son lo que parecen.